# F–86 Sabre
Az F–86 Sabre első generációs, nyilazott szárnyú, transzszonikus vadászrepülőgép, melyet az Amerikai Egyesült Államokban, az 1940-es évek végén fejlesztettek ki az FJ–1 Fury vadászrepülőgépből. A második világháború után az egyik legnagyobb számban gyártott nyugati harci repülőgép. A koreai háborúban meghatározó szerepe volt, 76 repülőgép elvesztése árán 792 ellenséges repülőgépet lőttek le velük. Részt vett az 1965-ös indiai–pakisztáni háborúban, a Pakisztáni Légierő gépei 14 vagy 15 indiai repülőgépet lőttek le velük, valamint az 1971-es indiai–pakisztáni háborúban, ekkor 31 indiai repülőgép esett nekik áldozatul. A repülőgépből fejlesztették ki az F–100 Super Sabre vadászbombázót, a Sabreliner rövid hatótávolságú utasszállító repülőgépet, valamint a tengerészeti FJ–2 Furyt is.

## Gyártása

### North American Aviation
A North American Aviation 1936-ban költözött a kaliforniai Inglewoodba. Az új gyár közvetlenül Mines Field, a későbbi Los Angeles-i nemzetközi repülőtér déli oldalán kapott helyet. Innen gördült ki az első XP–86 prototípus 1947 augusztus 8-án. Az első prototípus még Chevrolet gyártmányú J35–C3 hajtóművel volt szerelve, melyet a sorozatgyártott modellen a General Electric J47–GE–1-re cserélték. Ez a legjelentősebb különbség a prototípusok és a sorozatgyártott F–86A között. Az első XP–86 prototípust 1948 december 3-án adták át a légierőnek tesztelésre, ahol a megnevezését XP-ről (P mint pursuit azaz elfogó) F-86-ra (F mint fighter azaz vadászrepülőgép) módosították.

### Canadair
összesen: 1815 db

### CAC (Commonwealth Aircraft Corporation)
Összesen: 112 db

### Licencben gyártott példányok
- Mitsubishi: 200 db
- Fiat: 226 db

## Szerkezeti felépítése és tervezési sajátosságai

### Hajtómű
A prototípusokat Chevrolet gyártmányú J35–C3 hajtóművel szerelték, majd mivel gyengének bizonyult, az egyik prototípusban General Electric J47–GE–3-ra cserélték. A sorozatgyátott F–86A típust J47–GE–1 hajtóművel látták el. A J47 hajtómű, a J35-tel azonos méret és tömeg mellett, 453 kg-mal (1000 fonttal) több tolóerőt képes leadni.
Már 1949 elején megkezdődtek a fejlesztések, és a hajtómű az újabb J47–GE–7-es modellre cserélése, 1950-re pedig az állomány nagyobb része a fejlettebb J47–GE–13-as gázturbinával repült.

## Avionika és fegyverrendszer
A sztenderd fegyverzet oldalanként 3 – 3 M3 géppuskából állt, fegyverenként 300 db lőszer javadalmazással. Az üres töltényhüvelyek a törzs aljában levő tárolóban gyűltek össze.
Az F–86A-t Mark 18-as célzóberendezéssel látták el, ami megjelenésében és működésében megegyezett a P-51D Mustangban használt K-14C típussal. Csak az utolsó 24 darabot szerelték újabb A–1CM célzóberendezéssel.

## Típusváltozatai

### North American F–86
- XFJ–2 – Prototípus, 2 db
- XP–86 – Prototípus, 3 db

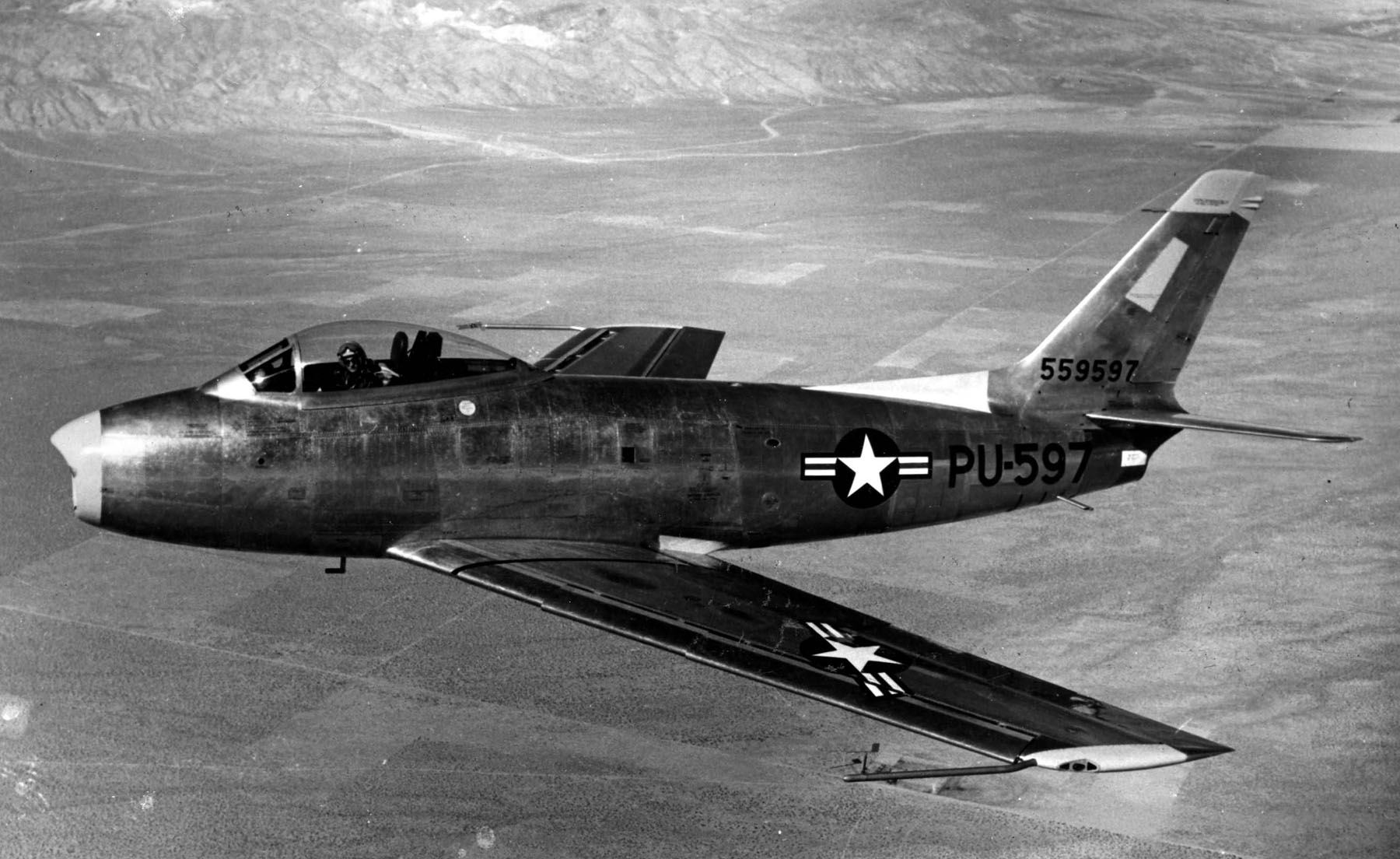
Az első XP–86 prototípus repülés közben

- F–86A (P–86A) – Sorozatgyártott modell, 587 db
  - F–86A–1–NA, F–86A–5–NA
  - RF–86A – Fotófelderítő
  - DF–86A – Vezérlőgép a B–61 Matador pilóta nélküli bombázóhoz. A Program befejeztével visszaalakították mindet hagyományos F–86A-ra, 5 db
- F–86B – Nem épült meg
- F–86C – Csak a két prototípus épült meg YF–93A néven
  - YF–93A – Prototípus, 2 db

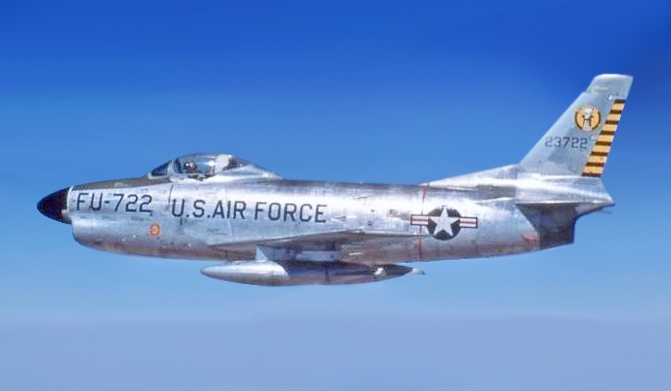
North American F-86D Sabre Dog

- F–86D Sabre Dog – Elfogóvadász, 2504 db
  - YF–86D – Prototípus, 2 db
  - F–86D–1–NA, F–86D–5–NA, F–86D–10–NA, F–86D–15–NA, F–86D–20–NA, F–86D–25–NA, F–86D–30–NA, F–86D–35–NA, F–86D–40–NA, F–86D–45–NA, F–86D–50–NA, F–86D–55–NA, F–86D–60–NA
- F–86E
  - F–86E–1–NA, F–86E–5–NA, F–86E–10–NA, F–86E–15–NA
- F–86F – 2539 db (melyből 300 darabot Mitsubishi gyártott Japánban)
  - F–86F–1–NA, F–86F–5–NA, F–86F–10–NA, F–86F–15–NA', F–86F–20–NH, F–86F–25–NH, F–86F–30–NA, F–86F–35–NA, F–86F–40–NA
  - TF–86F – Kétüléses kikpzőgép, 2 db
  - RF–86F – Fotófelderítő, 26 db (melyből 18 db-ot a Mitsubishi-nél alakítottak át)
- F–86H – Vadászbombázó, 475 db
  - F–86H–1–NA, F–86H–1–NH, F–86H–5–NH, F–86H–10–NH
  - YF–86H – Prototípus, 2 db
  - QF–86H
- F–86J – F–86A kanadai Orenda hajtóművel, 1 db
- F–86K – Exportra szánt elfogóvadász, 346 db (melyből 226 darabot a Fiat gyártott Olaszországban)
  - YF–86K – Prototípus, 2 db (F–86D–40 gépek átalakításával)
- F–86L – Elfogóvadász

Gunval F–86
- F–86F–2–NA – 10 db

Mitsubishi F–86F–40 – Licencben gyártott változat
- F–86F–40 – 300 db
  - RF–86F – Fotófelderítő, 18 db (A North American által gyártott F–86F–25 és F–86F–30-as gépek átalakításával)

Fiat F–86K – Licencben gyártott elfogóvadász változat
- F–86K – 226 db

### FJ Fury

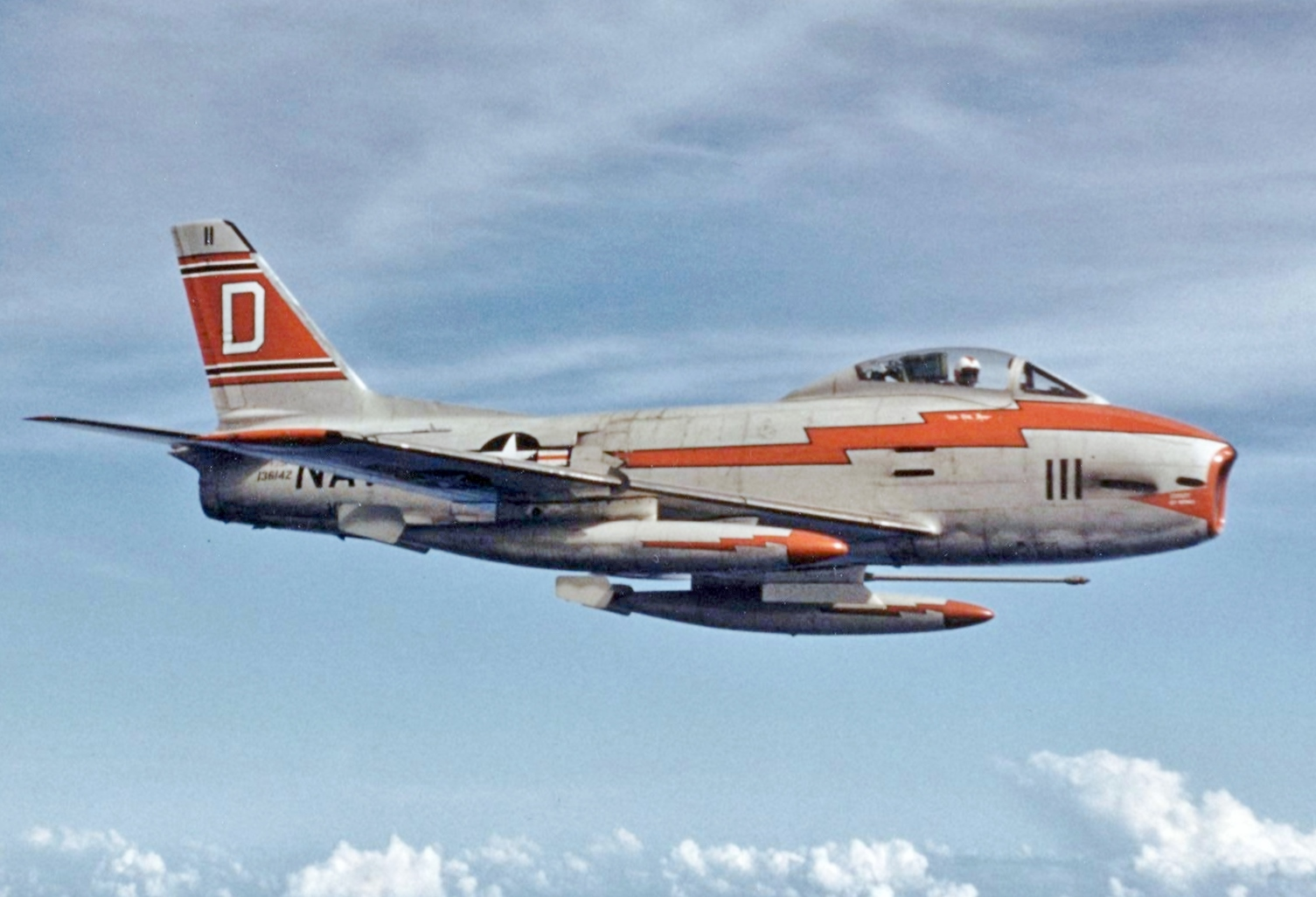
Az Amerikai Egyesült Államok Haditengerészetének FJ-3M vadászgépe repülés közben

- XFJ–2 – Prototípus, 2 db
- XFJ–2B – 1 db
- FJ–2 Fury – 200 db
- FJ–3, FJ–3M Fury
- FJ–4, FJ–4B

### Canadair Sabre

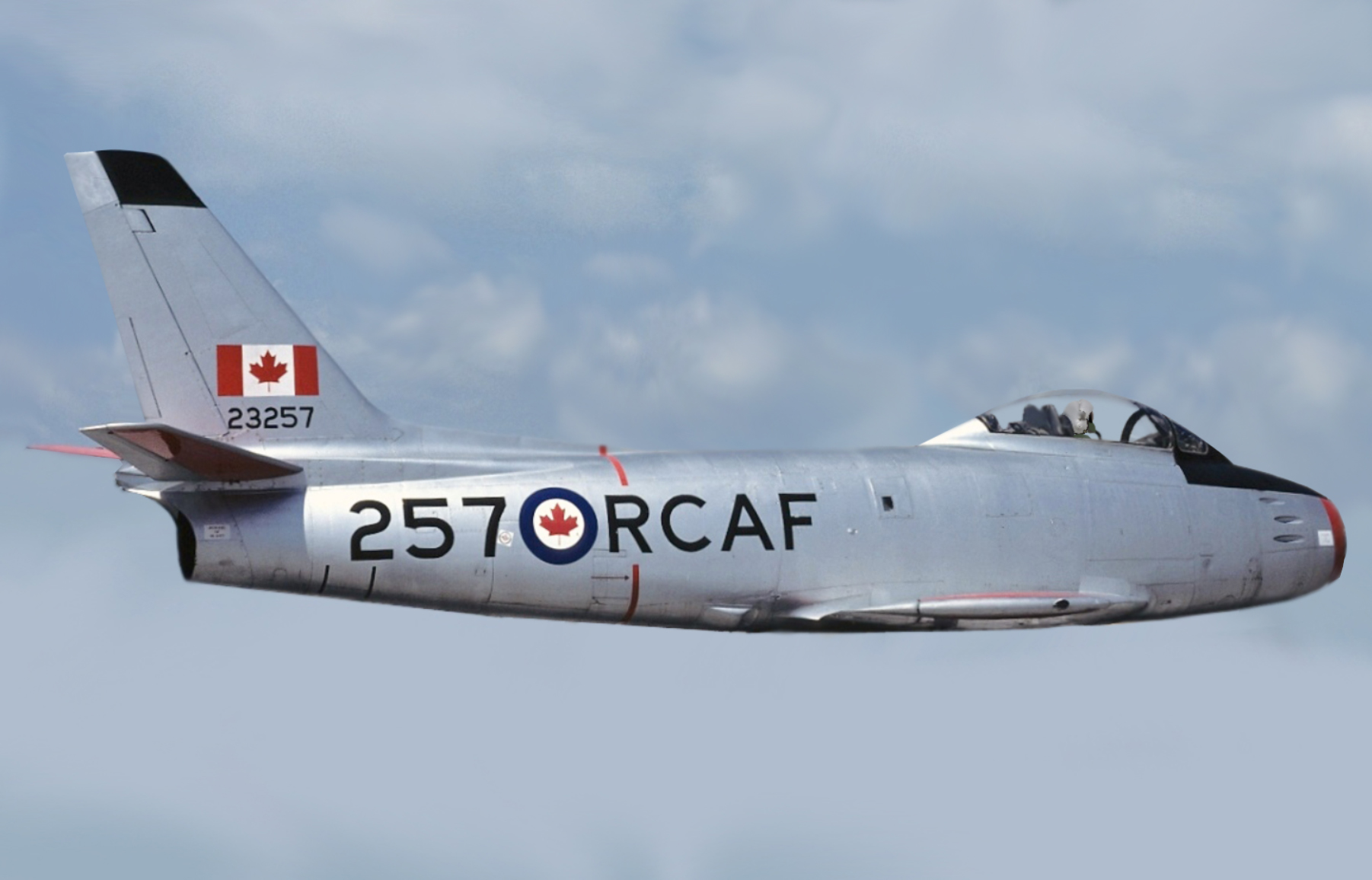
A Kanadai Királyi Légierő CL-13A Mk 5-ös gépe

- CL–13 Sabre Mk 1 – Licencben gyártott F–86A–5, kanadai prototípus, 1 db
- CL–13 Sabre Mk 2 – Sorozatban gyártott az F–86E–1 alapján épült változat, 351 db
- CL–13 Sabre Mk 3 – Orenda hajtóművel szerelt prototípus, (1 db Mk 2-ből átalakítva)
- CL–13 Sabre Mk 4 – Sorozatban gyártott az F–86E–1 alapján épült változat, 438 db
- CL–13A Sabre Mk 5 – Sorozatban gyártott Orenda hajtóművel szerelt változat, 370 db
  - QF–86E – Távirányítású céltárgy vontató, 56 db
- CL–13B Sabre Mk 6 – , 655 db
- CL–13C – Utánégetővel felszerelt változat. Egy Mk 6 gépet felszereltek vele, sorozatgyártásra nem került.
- CL–13D – Haker-Siddeley hajtóművel ellátott változat, nem készült el
- CL–13E – Területszabály kísérleti repülőgép, 1 db átalakított Mk 5, később átalakított QF–86E céltárgy vontatóvá
- CL–13G – Kétüléses kiképző változat
- CL–13H – Nagyobb radarral szerelt változat az F–86D-hez hasonlóan
- CL–13J – Egyszerűsített Bristol utánégetővel szerelt változat

### CAC (Commonwealth Aircraft Corporation) Sabre
- CA–26 Sabre – Avon RA.7 hajtóműves prototípus, 1 db
- CA–27 Sabre Mk 30 – Sorozatban gyártott változat, 22 db
- CA–27 Sabre Mk 31 – Megváltoztatott szárnnyal épült változat, 20 db
- CA–27 Sabre Mk 32 – Szárnyba épített üzemanyagtartállyal bővített típus, 69 db

## Megrendelő és üzemeltető országok

### Amerikai Egyesült Államok
Az Amerikai Egyesült Államok Légiereje
- Légi Nemzeti Gárda (ANG)

 Az Amerikai Egyesült Államok Haditengerészete
 Az Amerikai Egyesült Államok Tengerészgyalogsága

### Argentína
Argentin Légierő

### Ausztrália
Ausztrál Királyi Légierő

### Banglades
Bangladesi Légierő

### Belgium
Belga Légierő

### Bolívia
Bolíviai Légierő

### Brazília
Brazil Légierő

### Chile
Chilei Légierő

### Dánia
Dán Királyi Légierő

### Dél-afrikai Köztársaság
Dél-Afrikai Légierő

### Dominikai Köztársaság
Dominikai Köztársaság Légiereje

### Egyesült Királyság
Brit Királyi Légierő

### Etiópia
Etióp Légierő

### Fülöp-szigetek
Fülöp-szigeteki Légierő

### Franciaország
Francia Légierő

### Görögország
Görög Légierő

### Hollandia
Holland Királyi Légierő

### Honduras
Hondurasi Légierő

### Indonézia
Indonéz Légierő

### Irak
Iraki Légierő

### Irán
Iráni Légierő

### Izrael
Izraeli Légierő

### Japán
Japán Légi Véderő

### Jugoszlávia
Jugoszláv Légierő

### Kanada
Kanadai Királyi Légierő

### Kolumbia
Kolumbiai Légierő

### Dél-Korea
Dél-Koreai Légierő

### Malajzia
Maláj Királyi Légierő

### Németország
Német Légierő

### Norvégia
Norvég Királyi Légierő

### Olaszország
Olasz Légierő

### Pakisztán
Pakisztáni Légierő

### Peru
Perui Légierő

### Portugália
Portugál Légierő

### Rodézia
Rodéziai Légierő

### Spanyolország
Spanyol Légierő

### Szaúd-Arábia
Szaúdi Királyi Légierő

### Tajvan
Tajvani Légierő

### Thaiföld
Thai Királyi Légierő

### Törökország
Török Légierő

### Tunézia
Tunéziai Légierő

### Uruguay
Uruguayi Légierő

### Venezuela
Venezuelai Légierő